# Сині ескадрильї
Сині ескадрильї (ісп. Escuadrillas Azules) — збірна назва іспанських добровольчих винищувальних авіаційних ескадрилей, які у складі повітряних сил Німеччини діяли на східному фронті Другої світової війни. За ротацією змінюючи одна одну ескадрильї входили до складу 27-ї (нім. Jagdgeschwader 27) і 51-ї (нім. Jagdgeschwader 51) винищувальних ескадр повітряних сил Німеччини як 15-а іспанська ескадрилья (нім. 15 Spanische Staffel) і були активні з жовтня 1941 року до остаточного виведення всіх іспанських добровольців з східного фронту в червні 1944 року.

## 1-a синя ескадрилья
Сформована 14 липня 1941 року в Мадриді. Льотний склад включав в себе командира ескадрильї, майора Ангеля Саласа Ларрасабаля (ісп. Comandante Ángel Salas Larrazabal), його заступника, майора Муньйоса Гіменеса (ісп. Comandante Muñoz Giménez), трьох капітанів і дванадцяти лейтенантів, всі ветерани Громадянської війни в Іспанії, що вже мали на своєму рахунку повітряні перемоги. Начальником аеродромної служби став брат командира, майор Рамон Салас (ісп. Comandante Ramón Salas).
27 липня 1941 року ескадрилья прибула в Берлін для проходження двомісячної підготовки в 1-ї винищувальної льотній школі (нім. Jagdfliegerschule 1) в Вернойхене під Берліном. 
5 вересня того ж року, після закінчення навчання на німецьких машинах, ескадрилья отримала свої перші дванадцять винищувачів Messerschmitt Bf 109E-7/B і незабаром після цього відбула на східний фронт. На східному фронті поповнившись літаками Messerschmitt Bf 109E-4 та E-7 ескадрилья увійшла до складу 27-ї винищувальної ескадри 8-го повітряного корпусу 2-го повітряного флоту Повітряних сил Німеччини як 15-а іспанська ескадрилья. 27 вересня 1941 року місцем постійного базування ескадрильї став аеродром Мошна під Смоленськом. У грудні ескадрильї додали ще більш сучасні літаки Messerschmitt Bf 109F-2 та F-4. Головними завданнями, що були поставлені перед ескадрильєю, були супровід бомбардувальників та вільне полювання.
Ескадрилья взяла участь в німецькому наступі на Москву, зробивши свій перші бойовий виліт 2 жовтня 1941 року, на самому початку операції «Тайфун». Під час свого другого бойового вильоту гине лейтенант Люіс де Алькосер Морено-Абейа (ісп. Teniente Luis de Alcocer Moreno-Abella), коли його літак перекинувся під час вимушеної посадки. У листопаді, під час бойового вильоту, зникають безвісти майор Хосе Муньйос Хіменес-Мійас (ісп. Comandante José Muñoz Jimenez-Millas), що був призначений командором 2-ї ескадрильї, і капітан Арістідес Гарсіа-Льопес Ренгель (ісп. Capitán Aristides García-Lopez Rengel), на рахунку якого були 17 повітряних перемог під час Громадянської війни в Іспанії.
7 квітня 1942 року, зробивши 422 бойові вильоти і домігшись 14 повітряних перемог ескадрилья повернулася до Іспанії, втративши трьох льотчиків і одного військовослужбовця наземного персоналу.

## 2-a синя ескадрилья
Була створена 6 лютого 1942 у Мороні, та до 2 березня 1942 прогодила вишкіл на летовищах Морон та Таблада біля Севільї. Командував ескадрільєю майор Хуліо Сальвадор Діас-Бенхумеа (ісп. Comandante Julio Salvador Díaz-Benjumea).